# Семь дней с Морси
«Семь дней с Морси» — российский кукольный мини-мультсериал, снятый творческим объединением «Экран» в 1994—1995 гг.

## Сюжет
Мультсериал состоит из пяти серий (по иронии судьбы, несмотря на название), главный герой в которых — морская свинка по прозвищу Морси, который недавно поселился в обычной московской квартире на постсоветском пространстве.

### «Семь дней с Морси» (фильм первый)
В первой серии нас знакомят с главными героями, жителями квартиры: непосредственно самим Морси, двумя братьями-чижами Иванами, синим персидским котом Митрофаном, шестилетним мальчиком Васей, и с их сиделкой Ленмарой Борисовной, которая почти всё время проводит у телевизора. Всё начинается с того, что родители Васи уезжают после свадьбы на неделю, и именно тогда Морси решительно берётся за дело. Ведь у них всего семь дней, а столько нужно успеть… Морси решает, что начать стоит с генеральной уборки квартиры, и все принимаются за «раскопки».

### «Семь дней с Морси» (фильм второй)
Морси с самого утра начинает перевоспитание обитателей квартиры, заставляя всех рано вставать, заниматься гимнастикой, вырабатывать в себе бойцовские качества и вылечивая больных радикальными методами. Всё завершается групповой стойкой на голове, которая длится до десяти часов вечера.

### «Комнатная приватизация» (фильм третий)
Морси решает приватизировать туалет и ванну, и с этого момента начинается квартирная приватизация: Митрофан присваивает себе холодильник и буфет, Ленмара Борисовна — телевизор, а братья-чижи становятся рэкетирами…

### «Самая красная шапочка» (фильм четвёртый)
Морси и его друзья разыгрывают сказку «Красная Шапочка» в своём домашнем театре. Красной Шапочкой сразу становится, конечно же, Морси. Все остальные роли случайно распределяются: Вася становится Бабушкой, Ваня-первый — Волком, а Ваня-второй и Митрофан — Охотниками.

### «Суровые законы моря» (фильм пятый)
Морси наряжается капитаном и отправляет своих друзей в Ледовитый океан. Ваня будет акулой, нападающей на корабль, Митрофан — морским котиком, а братья-чижи — чайками. Даже Ленмара Борисовна включается в игру, изображая береговую службу.

## Роли озвучивают
- Александр Лущик — Морси (все серии), ведущий передачи «Спокойной ночи, малыши» (4-5 серия)
- Ольга Кузнецова — Вася (1 серия)
- Людмила Гнилова — Вася (все серии, кроме 1-й)
- Людмила Ильина — Ленмара Борисовна (все серии, кроме 4-й и 5-й)
- А. Бугрова — Ленмара Борисовна (5 серия)
- Наталья Ромашенко — другой брат-чиж (все серии)
- Татьяна Сергеева — первый брат-чиж (все серии), Хрюша (4 серия)
- Александр Клюквин (1 серия) — Митрофан
- Виктор Рябов — Митрофан (2-5 серии), диктор (2 серия)

## Темы
Будучи снятым на постсоветском пространстве, мультфильм затрагивает множество тем связанных с ним, включая: капиталистические/товарно-денежные отношения и связанные с ним вещи (рэкет, приватизация, курс валюты), тенденции в связи с временем, всякого рода беспредел, просмотр телевизионных передач (включая рекламу). Также присутствует изрядная доля юмора в отношении всех этих тем.